# Mi manchi/Col tempo
Mi manchi/Col tempo è un singolo pubblicato da Fausto Leali nel 1988.

## Descrizione
Mi manchi è un brano musicale scritto da Fabrizio Berlincioni e Franco Fasano.
Il brano partecipò al Festival di Sanremo 1988, aggiudicandosi il quinto posto, e si piazzò alla sesta posizione della classifica italiana. La canzone verrà reinterpretata da Andrea Bocelli nel 2006 ed accolta nel suo album Amore.
Col tempo, inciso sul lato B, è un brano musicale scritto dallo stesso Leali.
Entrambi i pezzi vennero inseriti nell'album Non c'è neanche il coro, uscito nel 1988 per la CBS.

## Tracce Arrangiamenti Vito Mercurio
Lato A
1. Mi manchi - 3:30

Lato B
1. Col tempo - 4:30

## Classifica italiana
| Settimane | 01 | 02 | 03 | 04 | 05 | 06 | 07 |  |
| Posizione | 19 | 6  | 8  | 10 | 12 | 14 | 15 |  |